# The Nightmare Before Christmas
The Nightmare Before Christmas (conocida en Hispanoamérica como El extraño mundo de Jack y en España como Pesadilla antes de Navidad) es una película de fantasía musical y animación gótica en stop-motion, dirigida por Henry Selick en su debut como director de largometrajes y producida e ideada por Tim Burton. Cuenta la historia de Jack Skellington, el rey de «Ciudad Halloween», que se topa con «Ciudad Navidad» y planea apoderarse de la fiesta. Danny Elfman compuso las canciones y la partitura e interpretó a Jack. El reparto principal de voces incluye a Chris Sarandon, Catherine O'Hara, William Hickey, Ken Page, Paul Reubens, Glenn Shadix y Ed Ivory.
Tiene su origen en un poema escrito por Burton en 1982, mientras trabajaba como animador en Walt Disney Productions. Con el éxito de crítica de Vincent ese mismo año, empezó a plantearse desarrollar la cinta como un cortometraje o un especial de televisión de media hora, sin éxito. Con el paso de los años, volvió a pensar en el proyecto y, en 1990, llegó a un acuerdo con Walt Disney Studios. La producción comenzó en julio de 1991; Disney la lanzó inicialmente a través del sello Touchstone Pictures porque el estudio creía que el tono gótico sería «demasiado oscuro y aterrador para los niños».
The Nightmare Before Christmas se estrenó en el Festival de Cine de Nueva York el 9 de octubre de 1993 y tuvo uno limitado el 13 de octubre, antes de su debut en cines el 29 de octubre. Obtuvo un gran éxito comercial y de crítica, al cosechar elogios por su animación, en particular por la innovación del stop-motion como forma artística, así como por sus personajes, canciones y partitura. Aunque al principio tuvo un éxito de taquilla modesto, desde entonces ha cosechado un gran número de seguidores de culto y está ampliamente considerada como una de las mejores películas de animación de todos los tiempos. Fue nominada al Oscar a los mejores efectos visuales, por primera vez para un filme de animación, pero perdió frente a Parque Jurásico. Trece años después de su estreno inicial, ha sido reeditada por Walt Disney Pictures y se reestrenó anualmente en Disney Digital 3-D desde 2006 hasta 2010. En 2023, la película fue seleccionada para su conservación en el Registro Nacional de Cine de los Estados Unidos por la Biblioteca del Congreso por ser «cultural, histórica o estéticamente significativa».

## Argumento
Ciudad Halloween es un mundo de fantasía poblado por diversos monstruos y seres sobrenaturales. Jack Skellington, el respetado Rey Calabaza, lidera el pueblo en la organización de las celebraciones anuales. Este año, sin embargo, se cansa de la misma rutina y anhela algo nuevo. Al descubrir árboles que contienen puertas a otros mundos con temática navideña, Jack tropieza con la que lleva a Ciudad Navidad y queda fascinado por esta festividad desconocida.
Regresa a casa y comparte su descubrimiento con sus amigos y vecinos, pero a éstos les cuesta entender el concepto, aunque hay un personaje con el que pueden identificarse, un poderoso rey con aspecto de langosta, al que llaman «hombre con garras». Después de varios intentos inútiles de encontrar una manera de explicar racionalmente la Navidad, decide «mejorar» la fiesta. Anuncia que la Ciudad Halloween se hará cargo de la celebración este año y asigna a varios residentes trabajos de esa temática, como cantar villancicos, hacer regalos y construir un trineo tirado por renos esqueléticos.
Sally, la creación del científico loco local Doctor Finkelstein, experimenta una visión que predice que sus esfuerzos acabarán desastrosamente. Jack, a quien ama en secreto, desoye sus advertencias y le encarga que le haga un traje de Santa Claus. Encarga al travieso trío Lock, Shock and Barrel que lo secuestre, pero les ordena que no involucren en su plan a su superior, Oogie Boogie, un hombre del saco apasionado por el juego.
Cuando Lock, Shock y Barrel traen a Santa Claus a Ciudad Halloween, Jack, sorprendido de que no sea el hombre con garras que esperaba, le dice que él se encargará de la Navidad este año y ordena al trío que lo mantenga a salvo. Sin embargo, desobedecen las órdenes y llevan a Santa ante Oogie, que trama un juego con su vida. Mientras Jack se marcha a repartir regalos al mundo real, Sally —tras fracasar en su intento de impedir que lleve a cabo sus planes— intenta rescatarlo de Oogie, sólo para ser capturada ella misma.
Los regalos de Jack aterrorizan a la población del mundo real, que se pone en contacto con las autoridades locales y recibe instrucciones de cerrar sus casas para protegerse. El ejército es alertado y es disparado desde el cielo, al hacer creer a la población de la Ciudad Halloween que está muerto. Se descubre que ha sobrevivido y que se ha estrellado contra un cementerio. Lamentando los problemas que ha causado, se da cuenta de que, sin embargo, disfrutó de la experiencia y que le dio nuevas ideas para celebrar Halloween, reavivando su amor por la fiesta.
Al volver a casa, Jack rescata a Santa Claus y a Sally, se enfrenta a Oogie y lo derrota desenredando un hilo que sujetaba su forma de tela, que hace que todos los bichos de su interior se derramaran y lo redujeran a la nada. Aunque disgustado con Jack por sus tontas acciones y por no haber escuchado antes a Sally, Santa hace las paces con Jack y reanuda sus deberes anuales, sustituyendo sus regalos por otros auténticos.
Todo Halloween celebra el regreso de Jack. Santa Claus trae una nevada a la ciudad, que traer así el espíritu navideño sobre ella, mientras que Jack y Sally finalmente se declaran su amor en la cima de la Colina Espiral.

## Reparto
- Chris Sarandon (voz hablada) y Danny Elfman (voz cantada) como Jack Skellington, un esqueleto conocido como el «Rey Calabaza» de Ciudad Halloween. Elfman era inicialmente la voz cantante y, una vez grabadas las canciones, se eligió a Sarandon para igualar el estilo de interpretación de Elfman.[6][7][8]
  - Elfman también pone voces:
    - Barrel, uno de los «truco o trato» que trabaja para Oogie Boogie.[9][10]
    - The Clown with the Tear-Away Face, una entidad demoníaca disfrazada de payaso monociclista.[9][10]
- Catherine O'Hara como:
  - Sally, una creación de Finkelstein parecida a una muñeca de trapo e interés amoroso de Jack. Es una Toxicología que utiliza varios tipos de veneno para liberarse del cautiverio de su creador. Es psíquica y tiene premoniciones cuando algo malo está a punto de suceder. O'Hara ya había coprotagonizado Beetlejuice, de Burton.[10]
  - Shock, uno de los «truco o trato» que trabaja para Oogie Boogie.[10]
- William Hickey como el Doctor Finkelstein, un científico loco y el cariñoso y prepotente creador de Sally. En los créditos sólo aparece como «Científico malvado» y sólo se le menciona por su nombre dos veces en la película.[10]
- Glenn Shadix como el alcalde de Ciudad Halloween, un líder entusiasta que dirige las reuniones del pueblo. Su cabeza gira entre una cara «feliz» y otra «triste», al reflejar sus alocados cambios de humor; mientras que algunos políticos de carrera son descritos como figuradamente bifrontes, el alcalde lo es literalmente. Shadix y Burton ya habían trabajado en Beetlejuice.[10]
- Ken Page como Oogie Boogie, un villano hombre del saco de Ciudad Halloween apasionado por el juego y rival de Jack.[10][9]
- Ed Ivory como Santa Claus, el gobernante de Ciudad Navidad. Es el responsable de la celebración anual, en la que reparte regalos a los niños del mundo real. Jack y los habitantes de Ciudad Halloween también se refieren a él como «Garras de Arena». Ivory también proporciona la breve narración al principio de la película.[11]
- Joe Ranft como Igor, una de las creaciones del Dr. Finkelstein y su ayudante de laboratorio.[9]
- Paul Reubens como Lock, uno de los «truco o trato» que trabajan para Oogie Boogie. Reubens y Burton habían laborado anteriormente en La gran aventura de Pee-wee y Batman Returns.[9][10]

En el reparto también aparecen Debi Durst, Greg Proops, Kerry Katz, Carmen Twillie, Randy Crenshaw, Lisa Donovan Lukas, Debi Durst, Glenn Walters, Sherwood Ball y John Morris poniendo voz a varios personajes. Patrick Stewart grabó la narración de un prólogo y un epílogo. Aunque no se utilizó en la película final, la narración está incluida en el álbum de la banda sonora.

### Doblaje al español
| Versión de México para Hispanoamérica - Sergio Zaldívar - Jack Skellington - Gabriela Vega - Sally - José Lavat - Santa Claus - Maynardo Zavala - El alcalde - Arturo Mercado - Dr. Frinkelstein - Rubén Cerda - Oogie Boogie | Versión de España - Antonio Miguel Fernández Ramos - Jack Skellington - Ángela González - Sally - Julio Núñez - Santa Claus - Juan Miguel Cuesta - El alcalde - Simón Ramírez - Dr. Finkelstein - Jesús Castejón - Oogie Boogie |

## Producción

### Desarrollo
Como la crianza del escritor Tim Burton en Burbank (California), estuvo asociada a la sensación de soledad, el cineasta sintió una gran fascinación por las fiestas durante su infancia. «Cada vez que había Navidad o Halloween, [...] era genial. Te daba de repente una textura que antes no había», recordaría más tarde. Tras completar su cortometraje Vincent en 1982, Burton, que entonces trabajaba en Walt Disney Feature Animation, elaboró un poema de tres páginas titulado The Nightmare Before Christmas, al inspirarse en los especiales televisivos de Rudolph the Red-Nosed Reindeer, Cómo el Grinch robó la Navidad y la poesía A Visit from St. Nicholas. Pretendía adaptarlo en un especial de televisión con la narración de su actor favorito, Vincent Price, pero también consideró otras opciones, como un libro infantil. Creó el arte conceptual y los guiones gráficos en colaboración con Rick Heinrichs, que también esculpió los modelos de los personajes; más tarde, mostró sus trabajos y los de Heinrichs a Henry Selick, también animador en aquella época. Tras el éxito de Vincent en 1982, Disney empezó a considerar la posibilidad de desarrollarlo como un cortometraje o un especial de televisión de treinta minutos. Sin embargo, la producción acabó por estancarse, ya que su tono parecía «demasiado raro» para la empresa. Como no podía «ofrecer a sus solitarios nocturnos suficiente margen de maniobra», Burton fue despedido en 1984 y dirigió las películas de éxito comercial Beetlejuice (1988) y Batman (1989) para Warner Bros. Pictures.
A lo largo de los años, pensó regularmente en el proyecto. En 1990, se enteró de que Disney aún poseía los derechos cinematográficos. Él y Selick se comprometieron a producir uno que ampliara el argumento del poema, con este último como director. Selick decidió no laborar con la MTV para una serie basada en su cortometraje Slow Bob in the Lower Dimensions para dirigirla. El propio éxito de Burton con las cintas de acción real despertó el interés del presidente de Walt Disney Studios, Jeffrey Katzenberg, que vio una oportunidad para continuar la racha de éxitos recientes del estudio en largometrajes de animación. Esperaba que Nightmare «mostrara capacidades de logros técnicos y narrativos que estaban presentes en ¿Quién engañó a Roger Rabbit?». El presidente de Walt Disney Pictures, David Hoberman, creía que supondría un logro creativo para la imagen de la compañía, al afirmar que «podemos pensar más allá de los límites. Podemos hacer cosas diferentes e inusuales».
Nightmare supuso el tercer filme consecutiva de Burton con ambientación navideña. No pudo dirigirla debido a su compromiso con Batman Returns, y no quiso involucrarse en «el laboriosamente lento proceso del stop motion». Para adaptar su poema a un guion, se puso en contacto con Michael McDowell, su colaborador en Beetlejuice. McDowell y Burton experimentaron diferencias creativas, lo que lo convenció para hacerla como un musical con letras y composiciones de su frecuente colaborador Danny Elfman. Elfman y Burton crearon un argumento aproximado y dos tercios de las canciones. Para Elfman, escribir las once melodías fue «uno de los trabajos más fáciles que he tenido nunca. Tenía mucho en común con Jack Skellington». Caroline Thompson aún no había sido contratada para redactar el guion. Con el libreto de Thompson, Selick declaró: «Hay muy pocas líneas de diálogo que sean de Caroline. Ella estaba ocupada en otras películas y nosotros estábamos constantemente reescribiendo, reconfigurando y desarrollándola visualmente». Thompson se enfrentó a Burton y él también destruyó la máquina de montaje después de que ella dijera que quería rehacer el final.

### Rodaje
Selick y su equipo de animadores comenzaron la producción en julio de 1991 en San Francisco, California, con un personal de más de 120 trabajadores, al utilizar veinte platós de sonido para el rodaje. Joe Ranft ha sido contratado de Disney como supervisor de storyboards, mientras que Eric Leighton estuvo reclutado para supervisar la animación. En el momento álgido de la realización, se utilizaron simultáneamente veinte escenarios individuales para rodar. En total, se tomaron 109 440 fotogramas para la película. La ocupación de Ray Harryhausen, Ladislas Starevich, Edward Gorey, Étienne Delessert, Gahan Wilson, Charles Addams, Jan Lenica, Francis Bacon y Wassily Kandinsky influyó en los cineastas. Selick describió el diseño de producción como un libro desplegable. Además, declaró: «Cuando llegamos a Ciudad Halloween, es completamente expresionismo alemán. Una vez que Jack entra en Ciudad Navidad, es una escenografía escandalosa a lo Dr. Seuss. Por último, cuando Jack está repartiendo regalos en el "Mundo Real", todo es llano, sencillo y perfectamente alineado». Se pensó en Vincent Price, Don Ameche y James Earl Jones para la narración del prólogo, pero resultó difícil encontrarlos y los productores contrataron al locutor local Ed Ivory. Patrick Stewart se encargó del relato para la banda sonora.
Sobre la dirección, Selick reflexionó: «Es como si [Burton] hubiera puesto el huevo, y yo me hubiera sentado encima y lo hubiera incubado. No participó de forma directa, pero su mano está en la cinta. Mi trabajo consistía en hacer que pareciera "una película de Tim Burton", lo que no es tan diferente de mis propias». Cuando se le preguntó por la participación del cineasta, afirmó: «No quiero quitarle méritos a Tim, pero no estaba en San Francisco cuando la hicimos. Vino cinco veces a lo largo de dos años, y no pasó más de ocho o diez días en total». Walt Disney Feature Animation contribuyó con efectos digitales y animación tradicional de segunda capa. A Burton le resultó algo difícil la realización, porque estaba rodando simultáneamente Batman Returns y la preproducción de Ed Wood.
Los cineastas construyeron 227 marionetas para representar a los personajes, y Jack Skellington tenía «unas cuatrocientas cabezas», lo que permitía expresar todas las emociones posibles. Los movimientos de la boca de Sally «se animaron mediante el método de sustitución. Durante el proceso, [...] sólo se retiró la "máscara" facial de Sally para preservar el orden de su larga melena pelirroja. Tenía diez tipos de caras, cada una realizada con una serie de once expresiones (por ejemplo, ojos abiertos y cerrados, y diversas poses faciales) y movimientos de los labios sincronizados». La figura de stop-motion de Jack se reutilizó en James and the Giant Peach —también dirigida por Selick— como el Capitán Jack.

## Banda sonora

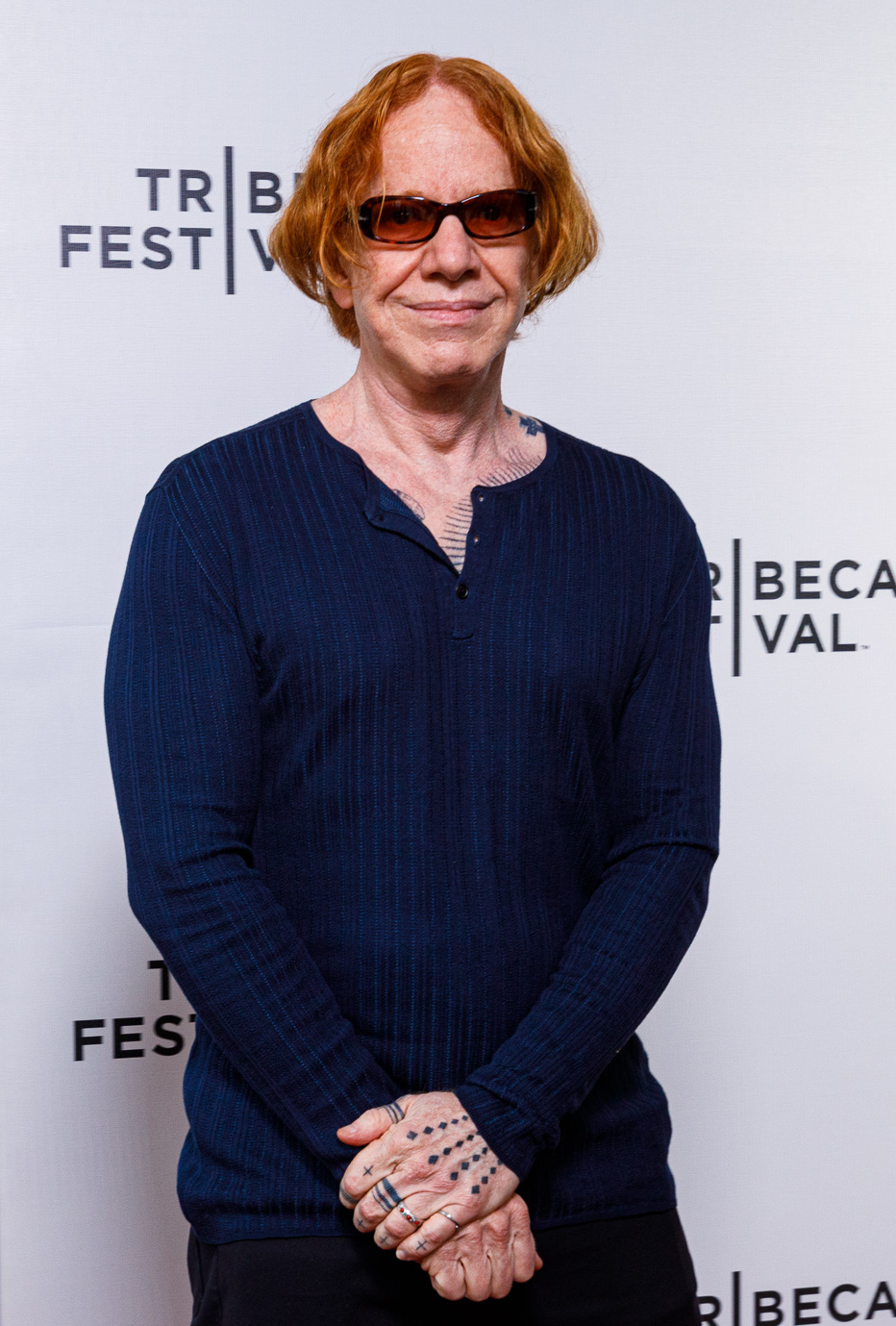
El compositor Danny Elfman.

El álbum de la banda sonora fue publicado en 1993 por Walt Disney Records. Contiene pistas adicionales, como un prólogo más largo y un epílogo extra, ambos narrados por Sir Patrick Stewart. Para el reestreno en 2006 en Disney Digital 3D, se lanzó una edición especial, con un disco extra que traía adaptaciones de cinco de las canciones a cargo de Fall Out Boy, Panic! at the Disco, Marilyn Manson, Fiona Apple y She Wants Revenge. También se incluyeron cuatro maquetas originales de Elfman. El 30 de septiembre de 2008, Disney publicó el disco de versiones Nightmare Revisited, con artistas como Amy Lee, Flyleaf, Korn, Rise Against, Plain White T's, The All-American Rejects y muchos más.
El grupo estadounidense de rock gótico London After Midnight incorporó una adaptación de «Sally's Song» en su álbum Oddities de 1998. Pentatonix estrenó una versión de «Making Christmas» para su sencillo navideño Christmas Is Here! de 2018. En 2003, se lanzó el CD de la banda sonora de Disneyland Haunted Mansion Holiday. Aunque la mayoría de las melodías del álbum no son originales de la cinta, una es un popurrí de «Making Christmas», «What's This?» y «Kidnap the Sandy Claws». Otras incluidas son navideñas originales cambiadas para incorporar el tema. Sin embargo, la última es la pista de audio de la atracción Disneyland Haunted Mansion Holiday. Las canciones originales interpretadas en la película incluyen:

| N.º | Título                                     | Intérpretes                                                    | Duración |  |
| 1.  | «Overture (score)»                         |                                                                | 1:48     |  |
| 2.  | «Opening»                                  | Patrick Stewart                                                | 0:57     |  |
| 3.  | «This is Halloween»                        | Los ciudadanos de Halloween Town                               | 3:16     |  |
| 4.  | «Jack's Lament»                            | Danny Elfman                                                   | 3:14     |  |
| 5.  | «Doctor Finkelstein/In the Forest (score)» |                                                                | 2:36     |  |
| 6.  | «What's This?»                             | Danny Elfman                                                   | 2:59     |  |
| 7.  | «Town Meeting Song»                        | Danny Elfman, Reparto Halloween                                | 2:56     |  |
| 8.  | «Jack and Sally Montage (score)»           |                                                                | 5:17     |  |
| 9.  | «Jack's Obsession»                         | Danny Elfman, Reparto Halloween                                | 2:46     |  |
| 10. | «Kidnap the Sandy Claws»                   | Paul Reubens, Catherine O'Hara, Danny Elfman                   | 3:02     |  |
| 11. | «Making Christmas»                         | Danny Elfman, Reparto Halloween                                | 3:57     |  |
| 12. | «Nabbed (score)»                           |                                                                | 3:04     |  |
| 13. | «Oogie Boogie's Song»                      | Ken Page, Ed Ivory                                             | 3:17     |  |
| 14. | «Sally's Song»                             | Catherine O'Hara                                               | 1:47     |  |
| 15. | «Christmas Eve Montage (score)»            |                                                                | 4:44     |  |
| 16. | «Poor Jack»                                | Danny Elfman                                                   | 2:31     |  |
| 17. | «To the Rescue (score)»                    |                                                                | 3:38     |  |
| 18. | «Finale/Reprise»                           | Danny Elfman, Catherine O'Hara, The Citizens of Halloween Town | 2:45     |  |
| 19. | «Closing»                                  | Patrick Stewart                                                | 1:26     |  |
| 20. | «End Title (score)»                        |                                                                | 5:05     |  |

## Estreno
The Nightmare Before Christmas iba a estrenarse originalmente en Walt Disney Pictures como parte de la línea Walt Disney Feature Animation, pero la empresa decidió lanzarla en Touchstone Pictures, el sello del estudio orientado a los adultos, porque pensó que sería «demasiado oscura y aterradora para los niños», recuerda Selick. «Su mayor temor, y la razón por la que era una especie de proyecto hijastro, era que temían que su público principal odiara la película y no viniera». Para transmitir la implicación de Burton y atraer a una audiencia más amplia, la comercializaron como Tim Burton's The Nightmare Before Christmas. Según Selick, la decisión se tomó unas tres semanas antes. Burton explicó que «...se convirtió más en algo de marca, se convirtió en otra cosa, de la que no estoy muy seguro». La cinta debutó mundialmente en la jornada inaugural del Festival de Cine de Nueva York, el 9 de octubre de 1993, y de forma limitada el 13 de octubre de 1993, antes de su estreno en cines el 29 de octubre de 1993.

### Reediciones y reestrenos
The Nightmare Before Christmas fue reeditada bajo el sello de Walt Disney Pictures y reestrenada el 20 de octubre de 2006, con conversión a Disney Digital 3D, y estuvo acompañada por el cortometraje de Pixar Knick Knack. Industrial Light & Magic colaboró en el proceso. Posteriormente se lanzó el 19 de octubre de 2007, el 24 de octubre de 2008 y el 23 de octubre de 2009. El Capitan Theatre de Hollywood (California) la proyecta en 4-D todos los años en octubre, hasta Halloween, desde 2010. Las reediciones han propiciado el resurgimiento del filmes en 3-D y los avances del Cine RealD.
En octubre de 2020, se reestrenó en 2 194 cines. Consiguió 1 323 millones de dólares durante el fin de semana, y quedó en cuarto lugar por detrás de Tenet. Para el treinta aniversario y en conmemoración del centenario de The Walt Disney Company, obtuvo una reposición en los cines de los Estados Unidos y Canadá el 20 de octubre de 2023, incluyendo proyecciones en 4DX. Volvió a reestrenarse el 11 de octubre de 2024, al incorporar los formatos RealD 3D y Disney Digital 3D.

### Formato doméstico
Tras años de éxito de ventas en vídeo doméstico, The Nightmare Before Christmas se convirtió en una película de culto. Touchstone Home Video la lanzó por primera vez en VHS y LaserDisc —en ediciones de lujo CAV y panorámica— el 30 de septiembre de 1994, y en DVD el 2 de diciembre de 1997. Se editó por segunda vez en DVD el 3 de octubre de 2000, como edición especial. Incluía un audiocomentario de Selick y el director de fotografía Pete Kozachik, un documental de 28 minutos sobre el rodaje, una galería de arte conceptual, guiones gráficos, imágenes de prueba y escenas eliminadas. También se añadieron Vincent (1982) y Frankenweenie (1984), de Burton. Ambos se editaron en pantalla panorámica no anamórfica. Se estrenó en UMD para PlayStation Portable el 25 de octubre de 2005.
Walt Disney Studios Home Entertainment lo volvió a publicar en DVD —esta vez con una transferencia anamórfica— y en Blu-ray Disc (por primera vez) el 26 de agosto de 2008, como una «edición de coleccionista» de dos discos remasterizada digitalmente, pero que seguía conteniendo las mismas características especiales. Lo lanzó en Blu-ray 3D el 30 de agosto de 2011. Incluyó un disco Blu-ray 3D, un Blu-ray y un DVD que abarca uno y copia digital. En 2018, una adaptación sing-along, acompañada del corte teatral y una copia Movies Anywhere, como versión de un solo disco para el veinticinco aniversario. Para celebrar su treinta conmemoración, se remasterizó en 4K y se estrenó en Blu-ray 4K, incluyendo contenido extra, el 22 de agosto de 2023.

### Mercadotecnia
Disney ha comercializado ampliamente la película y sus personajes a través de muchos medios de comunicación y recuerdos, al incluir figuras de acción, libros, juegos, artesanías y productos de moda. Jack Skellington, Sally, Pajama Jack y el alcalde se han convertido en figuras plegables, mientras que Jack y Sally aparecen incluso en bellas artes. Sally se ha convertido en una figura de acción y en un disfraz de Halloween.
Varios parques temáticos de Disneyland y sus ramificaciones acogen atracciones con personajes de Nightmare, especialmente durante las temporadas de Halloween y Navidad. Desde 2001, ha tematizado su espectáculo Haunted Mansion Holiday con ese tema. Cuenta con protagonistas, decoración y música de la película, además de Mickey's Not-So-Scary Halloween Party y Mickey's Halloween Party. Además, Jack presenta los espectáculos de fuegos artificiales Halloween Screams, HalloWishes y Not So Spooky Spectacular! en Magic Kingdom —donde el anfitrión es Ghost Host— y Disneyland —donde el presentador es el propio Jack—, así como el desfile Frightfully Fun Parade.

## Recepción

### Taquilla
En torno al lanzamiento de la película, Hoberman declaró: «Espero que Nightmare se estrene y haga una fortuna. Si es así, estupendo. Si no lo hace, eso no niega la validez del proceso. El presupuesto era inferior al de cualquier superproducción de Disney, así que no tiene por qué recaudar lo mismo que Aladdín para satisfacernos». Ganó cincuenta millones de dólares en los Estados Unidos en su primera temporada en los cines y fue considerado un éxito moderado.
The Nightmare Before Christmas recaudó 11,1 millones de dólares más en su reedición de 2006. Las de 2007, 2008, 2009, 2020 y 2023 obtuvieron 15,8 millones de dólares, 2,5 millones, 2,3 millones y diez millones, respectivamente, con lo que el ingreso total ascendió a 101,7 millones. También terminaría en el top diez durante el primer fin de semana de tres días de su reestreno en 2024, al recaudar 2,4 millones.

### Respuesta de la crítica
En Rotten Tomatoes, tiene una valoración del 95 % basada en 106 reseñas, con una calificación media de 8,4/10. El consenso del sitio dice: «The Nightmare Before Christmas es una obra de animación stop-motion asombrosamente original y visualmente deliciosa». En Metacritic, tiene una puntuación media ponderada de 82 sobre 100, basada en 30 críticos, lo que indica «aclamación universal». El público encuestado por CinemaScore le otorgó una nota media de «B+» en una escala de A+ a F.
Roger Ebert alabó la inventiva visual: «Uno de los muchos placeres de Tim Burton's The Nightmare Before Christmas, es que no hay ni un solo paisaje reconocible. Todo tiene un aspecto extraño e inquietante. Incluso Santa Claus sería difícil de reconocer sin su uniforme rojo y blanco». Escribió que presentaba un mundo «tan completamente nuevo como los que vimos por primera vez en cintas como Metrópolis, El gabinete del doctor Caligari y Star Wars. Lo que todas estas tienen en común es una riqueza visual tan abundante que merecen más de un visionado». Comentó que «las canciones de Danny Elfman también son divertidas, un par de ellas con letras tan ingeniosas que podrían estar actualizadas de Gilbert y Sullivan. Y la coreografía, liberada de la gravedad y la realidad, tiene una energía propia, como cuando el mobiliario, la arquitectura y el propio paisaje participan en el acto». Señala que «algunas de las criaturas de Halloween pueden asustar un poco a los niños más pequeños, pero ésta es la clase de película que los mayores devorarán; tiene el tipo de energía subversiva y poco convencional que les dice que es probable que ocurran cosas maravillosas».
Peter Travers de Rolling Stone la calificó de restauración de «la originalidad y el atrevimiento del género de Halloween. Esta deslumbrante mezcla de diversión y miedo también hace estallar la idea de que la animación es cosa de infantes. ... Son 74 minutos de magia cinematográfica atemporal». James Berardinelli declaró: «Tiene algo que ofrecer a casi todo el mundo. Para los niños, es una fantasía que celebra dos fiestas. Para los adultos, es una oportunidad de experimentar un entretenimiento ligero mientras se maravillan de lo experto que se ha vuelto Hollywood en estas técnicas. Hay canciones, risas y un poco de romance. En resumen, hace lo que se propone: entretener». A Desson Thomson de The Washington Post le gustaron sus similitudes con los escritos de Oscar Wilde y los hermanos Grimm, así como con El gabinete del doctor Caligari y otras películas expresionistas alemanas.
Michael A. Morrison habla de la influencia de Cómo el Grinch robó la Navidad del Dr. Seuss, en el filme, al escribir que Jack es paralelo al Grinch y Zero a Max, el perro del cuento. Philip Nel dice que «desafía la sabiduría de los adultos a través de sus personajes embaucadores», al contrastar a Jack como un «buen embaucador» con Oogie Boogie, a quien también compara con el Dr. Terwilliker de Seuss como un mal tramposo. Entertainment Weekly informa de que la acogida de estos protagonistas por parte de los fanáticos roza la obsesión, y presenta el perfil de Laurie y Myk Rudnick, una pareja cuyo «grado de manía con [la] película es tan grande que... pusieron a su hijo el nombre de la persona de la vida real en la que se basa un personaje de la cinta». Este entusiasmo también se ha extendido más allá de Norteamérica, hasta Japón. Yvonne Tasker destaca «la compleja caracterización vista en The Nightmare Before Christmas».

### Galardones
La película ha sido nominada al Oscar a los Mejores Efectos Visuales y al Premio Hugo a la Mejor Presentación Dramática, pero perdió ambas categorías frente a Parque Jurásico. Nightmare ganó el Premio Saturn a la Mejor Cinta Fantástica, mientras que Elfman obtuvo el de Mejor Música. Selick y los animadores también estuvieron elegidos por su trabajo. Elfman ha sido elegido al Globo de Oro a la mejor banda sonora original. Ocupó el primer puesto en la lista de «Los veinticinco mejores filmes de Navidad» de Rotten Tomatoes.

## Legado
La canción de 2003 de Blink-182 «I Miss You» hace referencia a la cinta. Los episodios tercero y cuarto de la quinta temporada de Fargo presentan a un grupo de personajes que llevan máscaras que representan a del filme, incluido Jack Skellington. En 2023, ha sido seleccionada para su conservación en el Registro Nacional de Cine de los Estados Unidos por la Biblioteca del Congreso por ser «cultural, histórica o estéticamente significativa». Muchos medios especializados lo han considerado como una de las mejores películas de animación de todos los tiempos, entre ellos están: Comic Book Resources, The New York Times, The Flim Magazine, The Arizona Republic, MovieWeb entre otros.

### Posible secuela
En 2001, Disney empezó a considerar la posibilidad de producir una secuela, pero en lugar de utilizar stop motion, querían utilizar animación por ordenador. Burton convenció a la empresa para que abandonara la idea. «Siempre fui muy protector con [The Nightmare Before Christmas], para no hacer secuelas ni cosas de ese tipo», explicó. «Ya sabes, Jack visita el mundo de Acción de Gracias u otro tipo de cosas, simplemente porque sentía que la película tenía una pureza y a la gente que le gusta, porque es un tipo de mercado de masas, era importante mantener esa pureza». El videojuego de 2004 The Nightmare Before Christmas: Oogie's Revenge sirvió como continuación de la película, con el equipo de desarrolladores de Capcom que pidieron consejo a Burton y cuenta con la colaboración del director artístico, Deane Taylor. En 2009, Selick dijo que haría una secuela cinematográfica si él y Burton podían crear una buena historia para ella.
En febrero de 2019, se informó de que se estaba preparando una nueva cinta con Disney al considerar una de stop-motion o un remake de acción real. En octubre de 2019, Chris Sarandon expresó su interés en retomar su papel de Jack Skellington si alguna vez se materializará. El 22 de febrero de 2021, Disney Publishing anunció una continuación del filme de 1993 en forma de novela para jóvenes adultos, publicada con el título Long Live the Pumpkin Queen. Ha sido escrita por Shea Ernshaw y cuenta con Sally como protagonistas, contada a través de su punto de vista, con acontecimientos que tienen lugar después de la película. El libro salió a la venta el 2 de agosto de 2022.
En octubre de 2023, Selick declaró que le gustaría hacer una precuela sobre cómo Jack se convirtió en el rey de Halloween Town. Al mes siguiente, sin embargo, Burton dijo que no quería ver más proyectos en ese universo. En agosto de 2024, Selick expresó sus dudas de que alguna vez se materializara una secuela, pues no quería «machacar [la película] hasta la muerte».

## Medios relacionados

### Juguetes y juegos
En 2005, NECA lanzó un juego de cartas coleccionables basado en la película, llamado The Nightmare Before Christmas TCG. Ha sido diseñado por Andrew Parks, fundador de Quixotic Games, y Zev Shlasinger. Consiste en un juego Premiere y 4 Starter Decks basados en cuatro personajes, Jack Skellington, el alcalde, Oogie Boogie y el Doctor Finkelstein. Cada uno contiene un libro de reglas, una carta de Rey Calabaza, una de Puntos Calabaza y un mazo de 48. Tiene cuatro tipos: Protagonistas, Locales, Creaciones y Sorpresas. Las rarezas de las cartas se dividen en cuatro categorías: Comunes, Poco Comunes, Raras y Ultra Raras. Quixotic Games también desarrolló The Nightmare Before Christmas Party Game, que fue publicado en 2007 por NECA.
Se ha publicado una edición de coleccionista de Jenga con bloques naranjas, morados y negros con cabezas de Jack Skellington. Viene en una caja con forma de ataúd en lugar de la rectangular normal. USAopoly ha desarrollado un Munchkin de 168 cartas con el tema de Tim Burton's The Nightmare Before Christmas, en el que aparecen los ciudadanos de Ciudad Halloween, como Jack Skellington, Oogie Boogie, Doctor Finkelstein y Lock, Shock and Barrel. Incluye un dado personalizado similar al que utiliza Oogie Boogie en la cinta. El 15 de septiembre de 2020 salió a la venta una baraja de tarot y una guía con temática del filme y la ilustración corrió a cargo de Abigail Larson. El 27 de octubre de 2023, Disney se asoció con Mattel para producir una muñeca de Jack y Sally dentro de su línea de juguetes Monster High.

### Libros, cómics y manga
En 1993, el 1 de octubre salió a la venta un libro pop-up basado en la película. Otro calendario titulado Nightmare Before Christmas Pop-Up Book and Advent Calendar se lanzó el 29 de septiembre de 2020. Disney Press ha publicado un libro de cocina Tim Burton's The Nightmare Before Christmas Party Cookbook: Recipes and Crafts for the Perfect Spooky Party el 21 de agosto de 2017. El 14 de octubre de 1993 se publicó uno de arte nombrado Tim Burton's Nightmare Before Christmas: The Film, the Art, the Vision se estrenó el 14 de octubre de 1993, y el 28 de julio de 2009 una edición Disney Editions Deluxe.
En 2006, el 15 de agosto salió a la venta un libro ilustrado con el poema que Tim Burton escribió y que dio origen a la cinta. Para celebrar el vigésimo aniversario, se reeditó en tapa dura en 2013. El 20 de julio de 2009 debutó uno ilustrado con una versión de la canción «The Twelve Days of Christmas» titulado Nightmare Before Christmas: The 13 Days of Christmas. Para celebrar la 25 conmemoración, el 3 de julio de 2018 se estrenó un libro y un CD con narración y efectos de sonido.
En honor al 25 aniversario, se lanzó 26 de septiembre de 2017 se un Cinestory Comic realizado por Disney y publicado por Joe Books LTD. El 31 de julio de 2018 debutó una novela gráfica que retoma el filme, editada por Joe Books LTD, y el 25 de agosto de 2020 las versiones digital y en tapa dura. El 26 de noviembre de 2020, se publicó una historia que retoma la versión cinematográfica como parte de la serie Disney Animated Classics. En 2021, otra versión de Nightmare Before Christmas 13 Days of Christmas salió el 6 de julio y poco después Little Golden Books lanzó su adaptación el 13 de julio de 2021.
En 2017, Tokyopop consiguió la licencia exclusiva para dos adaptaciones manga, siendo el primero una adaptación de la línea argumental de la película, con arte de Jun Asuka, lanzado el 17 de octubre. El segundo, una serie a todo color ilustrada por Kei Ishiyama y titulada Zero's Journey, narra las aventuras del perro de Jack, Zero, en sus experiencias que comienzan en Ciudad Navidad tras separarse accidentalmente de su amo, que intenta encontrarlo, y actúa como secuela, con la aprobación de la historia de Tim Burton. Los veinte números se publicaron primero mensualmente, a partir del 2 de octubre, y luego se recopilaron en cuatro novelas gráficas a todo color, con una edición manga en blanco y negro para coleccionistas. A partir del 21 de julio de 2021, Tokyopop publicó otro manga centrado en Sally, titulado The Nightmare Before Christmas: Mirror Moon, escrito por Mallory Reaves e ilustrado a todo color por Gabriella Chianello y Nataliya Torretta. Los dos primeros números se recopilarán en una historieta que salió a la venta el 26 de octubre.
El 1 de enero de 1994 se estrenó una novelización escrita por Daphne Skinner. El 2 de agosto de 2022 debutó una novela para jóvenes adultos nombrada Long Live the Pumpkin Queen de Shea Ernshaw. Con Sally como protagonista, con la premisa descrita como «...tiene lugar poco después de que termine la película. Es la historia de amor aún por contar de Sally y Jack. Pero también es la historia de la madurez de Sally, que se enfrenta a su nuevo título de reina de las calabazas de Halloween». Introduce nuevos personajes y explora su pasado, así como otros mundos festivos mientras Sally y Jack se enfrentan a un misterioso villano que ha desatado accidentalmente. El 1 de noviembre de 2022, Tokyopop anunció una serie de novelas gráficas a todo color titulada Disney Tim Burton's The Nightmare Before Christmas: The Battle for Pumpkin King, que se centra en la amistad y rivalidad entre un joven Jack Skellington y Oogie Boogie. Constar de cinco números, que ccomenzó con la primera entrega en mayo de 2023, y la edición completa está disponible en septiembre de 2023.
El 4 de julio de 2023 se publicó una novelística, escrita por Megan Shepherd, para celebrar el treinta aniversario. El 20 de julio de 2023, Shepherd también reveló que redactaría una secuela de Pumpkin Queen de Ernshaw y se espera que salga a la venta en 2024. El 19 de julio de 2023, Disney anunció que se asociaba con Dynamite Entertainment para difundir nuevos cómics basados en la cinta, siendo el primer proyecto compuesta por Torunn Grønbekk. El 22 de agosto de 2023, Epic Ink publicó un libro cultural titulado «Disney Tim Burton's The Nightmare Before Christmas Beyond Halloween Town: The Story, the Characters, and the Legacy» de la escritora Emily Zemler.

### Videojuegos
The Nightmare Before Christmas ha inspirado videojuegos derivados, como Oogie's Revenge y The Pumpkin King. La serie Kingdom Hearts incluye Ciudad Halloween como mundo, que aparecer en los títulos Kingdom Hearts, Chain of Memories, Kingdom Hearts II y 358/2 Days, con Ciudad Navidad también como área principal en Kingdom Hearts II. Jack Skellington aparece como miembro del grupo del protagonista, Sora, mientras que otros personajes importantes de la película aparecen como secundarios. Los juegos adaptan partes del argumento de la cinta.
Una figurita de Jack Skellington está disponible para el videojuego Disney Infinity, al permitir que sea controlable en el «Modo Toy Box». Jack y Oogie Boogie aparecen como unidades jugables en muchas entregas para móvil relacionados con Disney, como Disney Heroes: Battle Mode, Disney Sorcerer's Arena y Disney Mirrorverse. En diciembre de 2021, una colaboración entre la empresa y Fall Guys lanzó un desafío de temporada con temática de The Nightmare Before Christmas, que estuvo disponible del 16 al 27 de diciembre.
En septiembre de 2023, Disney Dreamlight Valley publicó un parche de actualización con muebles, ropa y motivos inspirados en el filme. En octubre de 2023, Fortnite colaboró con Disney para fabricar el disfraz de Jack Skellington y otros cosméticos temáticos para el evento Fortnitemares 2023. Rocket League lanzó cosméticos y objetos con dicho tema para su espectáculo Haunted Hallows del 18 de octubre al 1 de noviembre de 2023.

### Conciertos

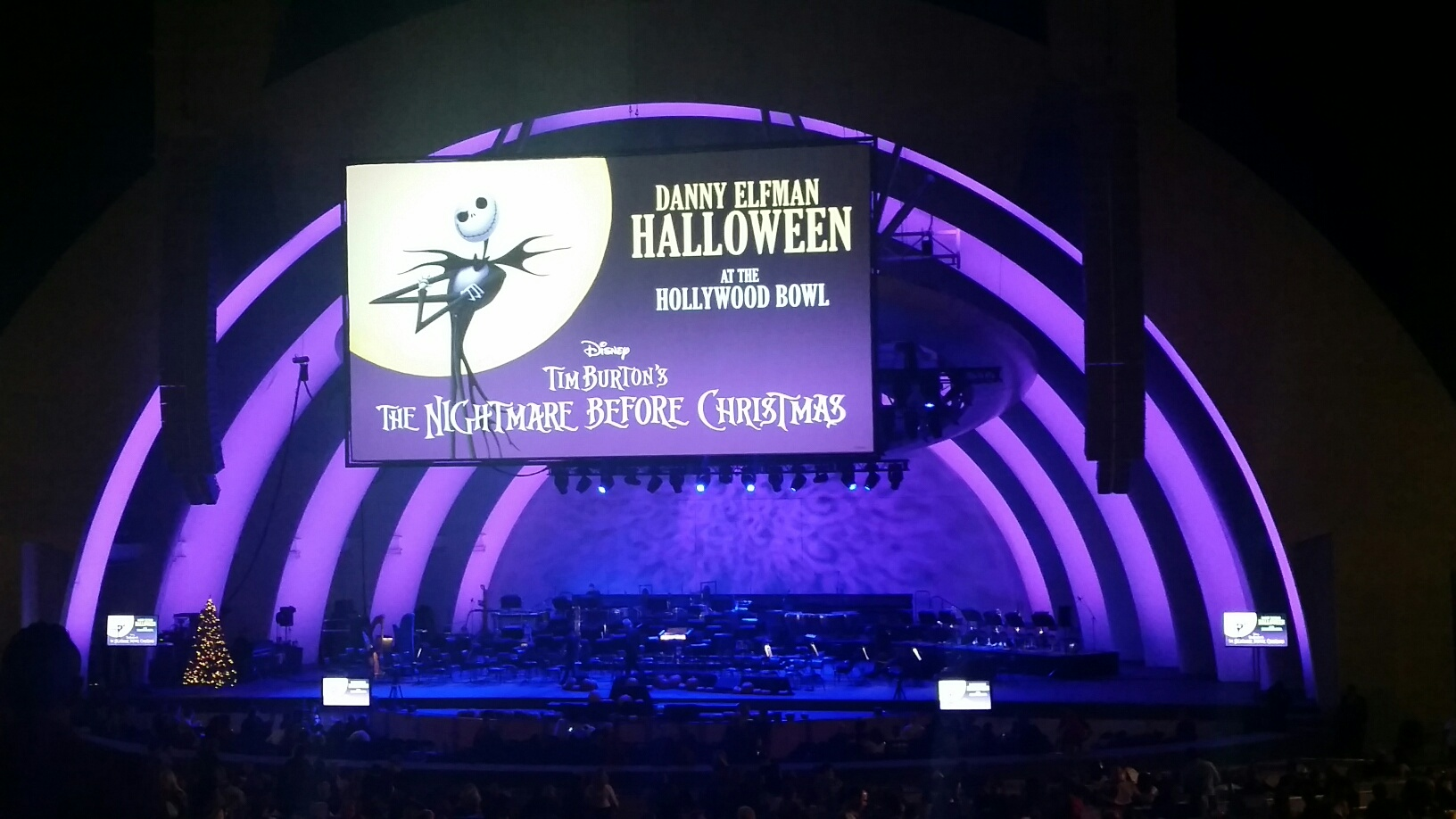
The Nightmare Before Christmas de Elfman en directo en el Hollywood Bowl, 2015

En octubre de 2015 se celebró en el Hollywood Bowl un concierto en directo, producido por Disney Concerts, al que siguieron actuaciones posteriores en 2016 y 2018. Los espectáculos contaron con Elfman, O'Hara y Page para retomar sus papeles. En diciembre de 2019, llegó a Europa, con fechas en Edimburgo, Glasgow, Londres y Dublín.
El 31 de octubre de 2020 se retransmitió en streaming un concierto virtual benéfico de una sola noche de la película, presentado por The Actors Fund y producido por James Monroe Iglehart con la colaboración de Burton, Elfman, Disney y Actors' Equity Association. El 100 % de la recaudación se destinará a la Lymphoma Research Foundation, como respuesta a la pandemia del COVID-19 y su impacto en las artes escénicas. El reparto incluía a Iglehart como Oogie Boogie, junto con Rafael Casal como Jack Skellington, Adrienne Warren como Sally, Danny Burstein como Santa Claus y el Narrador, Nik Walker como Lock, Lesli Margherita como Shock y Rob McClure como Barrel. Lo completan Kathryn Allison, Jenni Barber, Erin Elizabeth Clemons, Fergie L. Phillipe, Jawan M. Jackson y Brian Gonzalez.
En octubre de 2021, Disney organizó un convenio en directo de la cinta durante dos noches en el estadio Banc of California de Los Ángeles, los días 29 y 31 de octubre. Contó con Billie Eilish al cantar como Sally y Danny Elfman remota su papel de Jack. Ken Page reanudó la actuación de Oogie Boogie, mientras que «Weird Al» Yankovic cantó como Shock. Dispone con una orquesta al completo dirigida por el aclamado director John Mauceri para interpretar en directo la partitura y las canciones. Disney anunció que organizaría otro en directo en el OVO Arena Wembley de Londres los días 9 y 10 de diciembre de 2022. Contó con Elfman y Page al reanudar sus respectivos papeles, mientras que John Mauceri regresó como director junto a la BBC Concert Orchestra. La aclamada cantante y compositora Phoebe Bridgers asumió el rol de Sally.
En octubre de 2023, la empresa organizó otro concierto del 27 al 29 de octubre en el Hollywood Bowl. Está previsto que aparezcan Elfman, Page, Catherine O'Hara, y otras estrellas invitadas, entre ellas Halsey, que comparte el papel de Sally con O'Hara. Sin embargo, días antes, Halsey abandonó su rol debido a un «conflicto de agenda». La serie de convenios de 2023 se dedicó a Paul Reubens, la voz original de Lock, fallecido en julio de ese año.

### En otros medios
Disney Interactive Studios lanzó en 2016 una adaptación animada As Told by Emoji de The Nightmare Before Christmas, que se puede encontrar en su canal oficial de YouTube. En 2019, se realizó una serie de podcasts detrás de las cámaras sobre la película, con los animadores, productores y otros miembros del equipo discutiendo la realización, con un total de 38 episodios. En 2024, Lego publicó un set de dos mil piezas, el cual incluye tres escenarios de la cinta: la Colina Espiral, la casa de Jack Skelleton y el ayuntamiento de Ciudad Halloween.

## Lecturas complementarias
- Thompson, Frank T. (14 de octubre de 1993). Tim Burton's The Nightmare Before Christmas: The Film, The Art, The Vision (en inglés). Disney Editions. ISBN 9780786880669. OCLC 28294626. (requiere suscripción).
- Jun, Asaga (Julio de 2002). Tim Burton's The Nightmare Before Christmas (en inglés). Disney Press. ISBN 978-0-7868-3849-3. (requiere suscripción).
- Salisbury, Mark; Burton, Tim (2006). Burton on Burton. Londres: Faber and Faber. ISBN 0-571-22926-3. (requiere suscripción).